# Liste der Stadtteile und Stadtbezirke von Duisburg
Die Stadt Duisburg besteht aus 46 Stadtteilen, die in 7 Stadtbezirke aufgeteilt sind. Die Stadtbezirke sind in Hunderterschritten nummeriert, beginnend mit 100. Die Stadtteile eines Stadtbezirks sind fortlaufend nummeriert, beginnend mit der ersten Zahl nach der Bezirksnummer.
Stand der Einwohnerzahlen: 31. Dezember 2019
Telefonvorwahl, soweit nicht anders angegeben, ist: 0203.

## Stadtbezirke (Übersicht)
| Nummer | Name                  | Bezirksamt | Einwohner | Einw. je km² | Fläche in ha |
| ------ | --------------------- | ---------- | --------- | ------------ | ------------ |
| 100    | Walsum                | 91         | 50.489    | 2.398        | 2.110        |
| 200    | Hamborn               | 92         | 75.765    | 3.620        | 2.089        |
| 300    | Meiderich/Beeck       | 93         | 73.333    | 2.414        | 3.028        |
| 400    | Homberg-Ruhrort-Baerl | 94         | 40.972    | 1.110        | 3.706        |
| 500    | Duisburg-Mitte        | 95         | 110.629   | 3.181        | 3.498        |
| 600    | Rheinhausen           | 96         | 78.601    | 2.018        | 3.868        |
| 700    | Duisburg-Süd          | 97         | 73.180    | 1.467        | 4.984        |
| Gesamt | Gesamt                | Gesamt     | 502.969   | 2.160        | 23.283       |

## Stadtbezirk 100:Walsum
| Nummer | Name       | Einwohner | Fläche in ha | Einw. je km² | Postleitzahl |
| ------ | ---------- | --------- | ------------ | ------------ | ------------ |
| 101    | Vierlinden | 12.038    | 228          | 5.266        | 47178        |
| 102    | Overbruch  | 5.049     | 102          | 4.976        | 47178        |
| 103    | Alt-Walsum | 4.259     | 963          | 449          | 47178        |
| 104    | Aldenrade  | 14.135    | 370          | 3.822        | 47169, 47179 |
| 105    | Wehofen    | 7.412     | 238          | 3.108        | 47179        |
| 106    | Fahrn      | 7.596     | 210          | 3.650        | 47169        |
| Gesamt | Gesamt     | 50.489    | 2.110        | 2.398        |              |

## Stadtbezirk 200:Hamborn
| Nummer | Name         | Einwohner | Fläche in ha | Einw. je km² | Postleitzahl        |
| ------ | ------------ | --------- | ------------ | ------------ | ------------------- |
| 201    | Röttgersbach | 11.877    | 439          | 2.718        | 47167, 47169        |
| 202    | Marxloh      | 21.143    | 758          | 2.754        | 47166, 47167, 47169 |
| 203    | Obermarxloh  | 13.771    | 209          | 6.559        | 47166, 47167        |
| 204    | Neumühl      | 17.752    | 473          | 3.804        | 47167               |
| 205    | Alt-Hamborn  | 11.222    | 211          | 5.266        | 47166, 47137        |
| Gesamt | Gesamt       | 75.765    | 2.089        | 3.620        |                     |

## Stadtbezirk 300:Meiderich/Beeck
| Nummer | Name            | Einwohner | Fläche in ha | Einw. je km² | Postleitzahl |
| ------ | --------------- | --------- | ------------ | ------------ | ------------ |
| 301    | Bruckhausen     | 5.563     | 196          | 2.900        | 47166        |
| 302    | Beeck           | 11.551    | 300          | 3.781        | 47139        |
| 303    | Beeckerwerth    | 3.756     | 762          | 492          | 47139        |
| 304    | Laar            | 6.598     | 254          | 2.548        | 47119        |
| 305    | Untermeiderich  | 10.164    | 255          | 3.947        | 47137        |
| 306    | Mittelmeiderich | 18.520    | 369          | 4.988        | 47137        |
| 307    | Obermeiderich   | 17.181    | 893          | 1.946        | 47138        |
| Gesamt | Gesamt          | 73.333    | 3.028        | 2.413        |              |

## Stadtbezirk 400:Homberg/Ruhrort/Baerl
| Nummer | Name        | Einwohner | Fläche in ha | Einw. je km² | Postleitzahl | Vorwahl |
| ------ | ----------- | --------- | ------------ | ------------ | ------------ | ------- |
| 401    | Ruhrort     | 5.787     | 541          | 1.062        | 47119        | 0203    |
| 402    | Alt-Homberg | 14.963    | 714          | 2.097        | 47198        | 02066   |
| 403    | Hochheide   | 15.188    | 320          | 4.828        | 47198        | 02066   |
| 404    | Baerl       | 5.034     | 2.131        | 234          | 47199        | 02841   |
| Gesamt | Gesamt      | 40.972    | 3.706        | 1.110        |              |         |

## Stadtbezirk 500:Duisburg-Mitte
| Nummer | Name         | Einwohner | Fläche in ha | Einw. je km² | Postleitzahl        |
| ------ | ------------ | --------- | ------------ | ------------ | ------------------- |
| 501    | Altstadt     | 8.540     | 125          | 6.857        | 47051               |
| 502    | Neuenkamp    | 5.023     | 257          | 2.011        | 47059               |
| 503    | Kaßlerfeld   | 3.924     | 416          | 936          | 47059/1             |
| 504    | Duissern     | 15.477    | 489          | 3.172        | 47058               |
| 505    | Neudorf-Nord | 13.998    | 314          | 4.491        | 47057               |
| 506    | Neudorf-Süd  | 12.569    | 757          | 1.661        | 47055               |
| 507    | Dellviertel  | 14.403    | 262          | 5.500        | 47051, 47053, 47057 |
| 508    | Hochfeld     | 18.452    | 378          | 4.946        | 47053               |
| 509    | Wanheimerort | 18.244    | 499          | 3.679        | 47055               |
| Gesamt | Gesamt       | 110.629   | 3.498        | 3.181        |                     |

## Stadtbezirk 600:Rheinhausen
| Nummer | Name                | Einwohner | Fläche in ha | Einw. je km² | Postleitzahl | Vorwahl |
| ------ | ------------------- | --------- | ------------ | ------------ | ------------ | ------- |
| 601    | Rheinhausen-Mitte   | 10.659    | 142          | 7.484        | 47226        | 02065   |
| 602    | Hochemmerich        | 18.040    | 494          | 3.596        | 47226        | 02065   |
| 603    | Bergheim            | 20.459    | 957          | 2.125        | 47228        | 02065   |
| 604    | Friemersheim        | 12.213    | 1.266        | 962          | 47229        | 02065   |
| 605    | Rumeln-Kaldenhausen | 17.230    | 1.009        | 1.700        | 47239        | 02151   |
| Gesamt | Gesamt              | 78.601    | 3.868        | 2.018        |              |         |

## Stadtbezirk 700:Duisburg-Süd
| Nummer | Name                | Einwohner | Fläche in ha | Einw. je km² | Postleitzahl  |
| ------ | ------------------- | --------- | ------------ | ------------ | ------------- |
| 701    | Bissingheim         | 3.149     | 97           | 3.236        | 47279         |
| 702    | Wedau               | 5.055     | 478          | 1.067        | 47279         |
| 703    | Buchholz            | 14.581    | 352          | 4.099        | 47249 / 47279 |
| 704    | Wanheim-Angerhausen | 12.352    | 378          | 3.226        | 47249         |
| 705    | Großenbaum          | 10.127    | 395          | 2.564        | 47269         |
| 706    | Rahm                | 5.814     | 821          | 718          | 47269         |
| 707    | Huckingen           | 9.577     | 449          | 2.128        | 47259         |
| 708    | Hüttenheim          | 3.461     | 554          | 633          | 47259         |
| 709    | Ungelsheim          | 3.017     | 169          | 1.796        | 47259         |
| 710    | Mündelheim          | 6.047     | 1.292        | 475          | 47259 / 40489 |
| Gesamt | Gesamt              | 73.180    | 4.984        | 1.467        |               |